# Estação Quai de la Gare
Quai de la Gare é uma estação da linha 6 do Metrô de Paris, localizada no 13.º arrondissement de Paris.

## Localização
A estação está situada acima do boulevard Vincent-Auriol, a sudoeste do quai d'Austerlitz, do quai de la Gare e da pont de Bercy.

## História

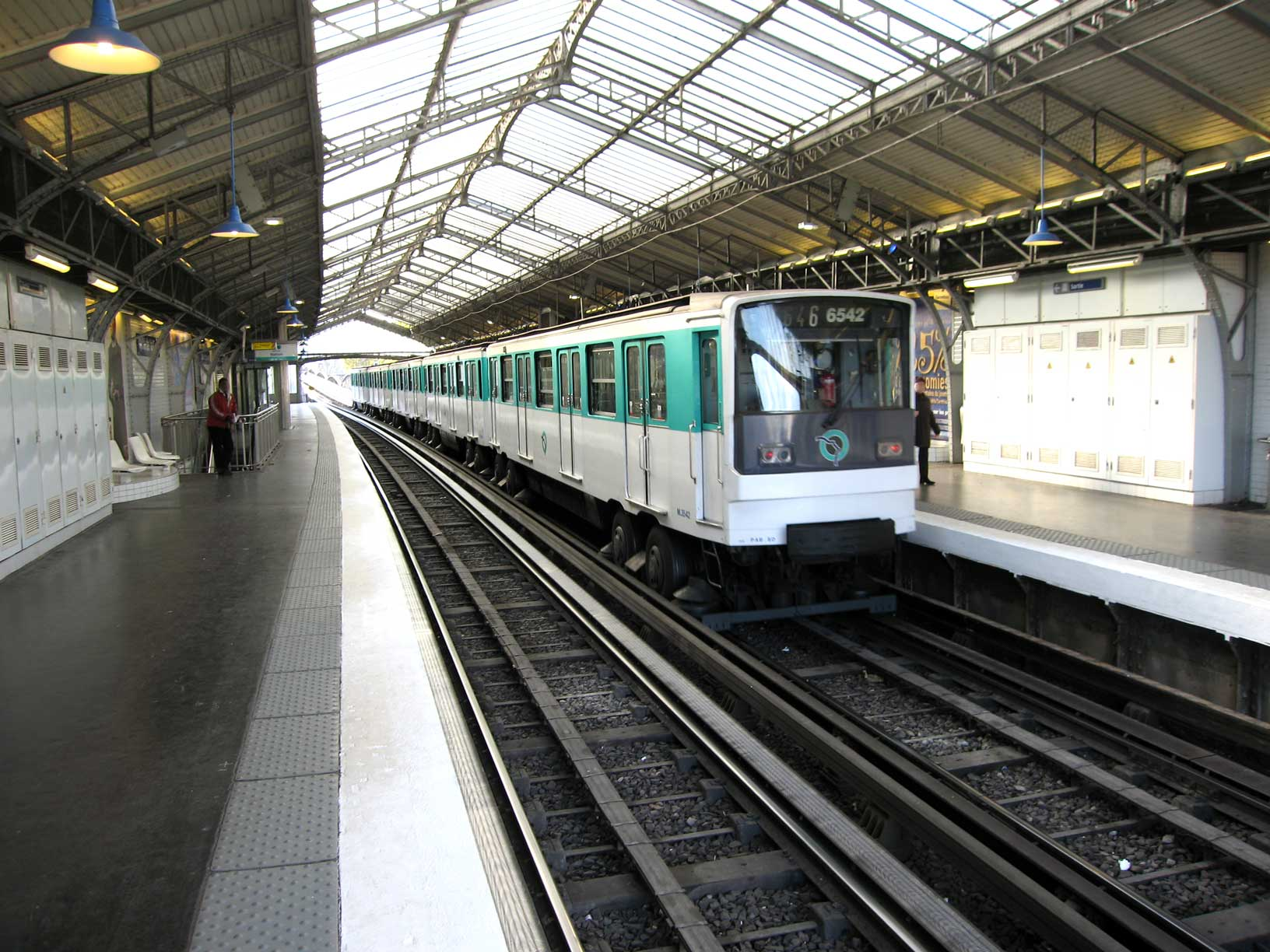
Um trem da PM 73 sai da estação.

A estação foi aberta em 1909. É nomeado em memória da estação fluvial elevada aqui a partir do final do reinado de Luís XV.
Em 2011, 3 085 406 passageiros entraram nesta estação. Em 2012, foram 3 123 328 passageiros. Ela viu entrar 3 420 407 passageiros em 2013, o que a coloca na 153ª posição das estações de metro por sua frequência.

## Serviços aos passageiros

### Acesso
Esta estação tem apenas um acesso localizado na plataforma em 1 boulevard Vincent-Auriol, com escadas fixas e rolantes e elevadores.

### Intermodalidade
A estação é servida pelas linhas 61, 71, 89, 215 e 325 da rede de ônibus RATP e, à noite, pelas linhas N131 e N133 da rede de ônibus Noctilien.

## Pontos turísticos
- Vista do bairro de Bercy: Ministério das Finanças, Bercy Arena.
- Biblioteca Nacional da França

Galeria de fotografias
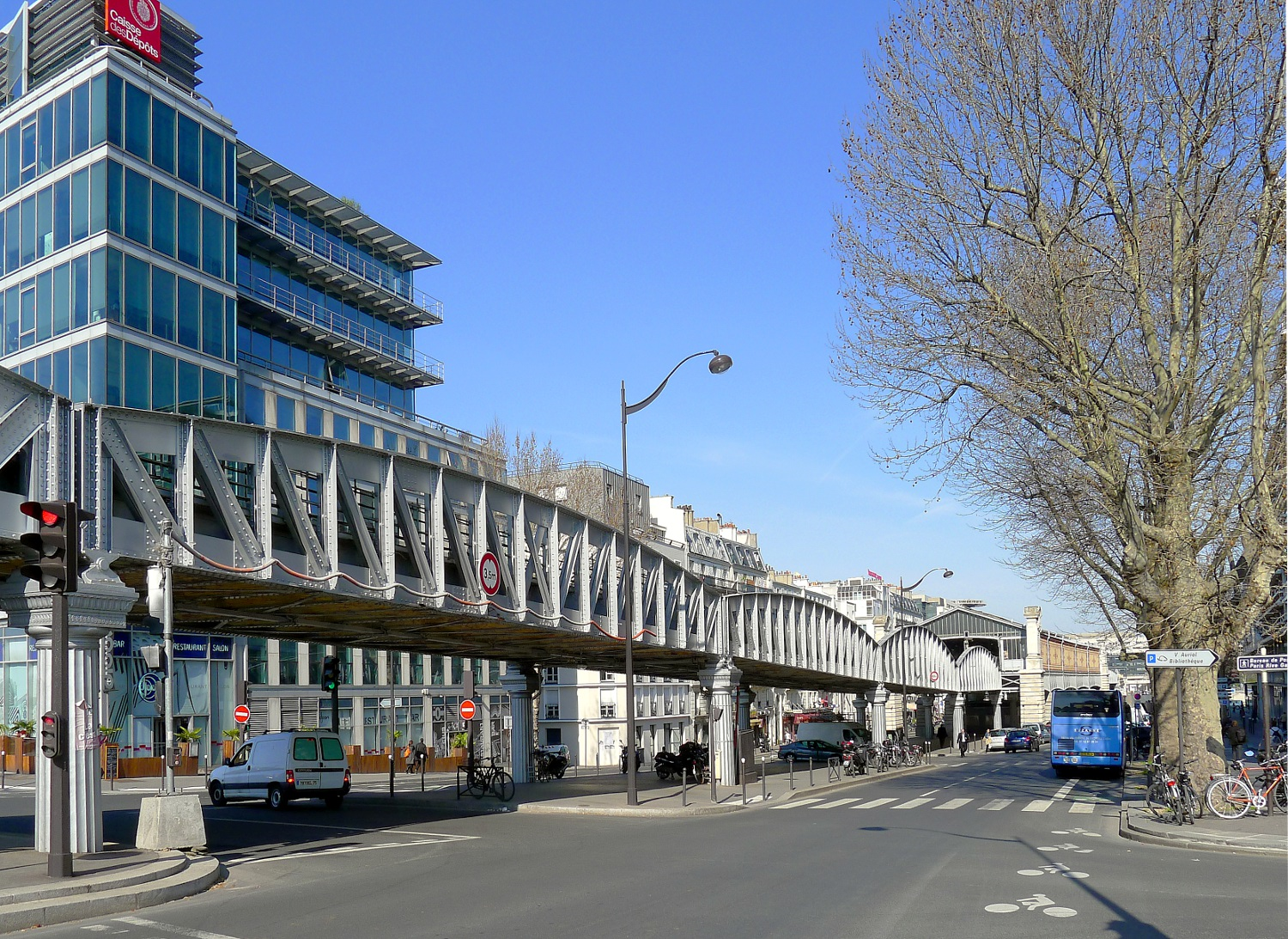
A estação, na parte inferior no boulevard Vincent-Auriol.
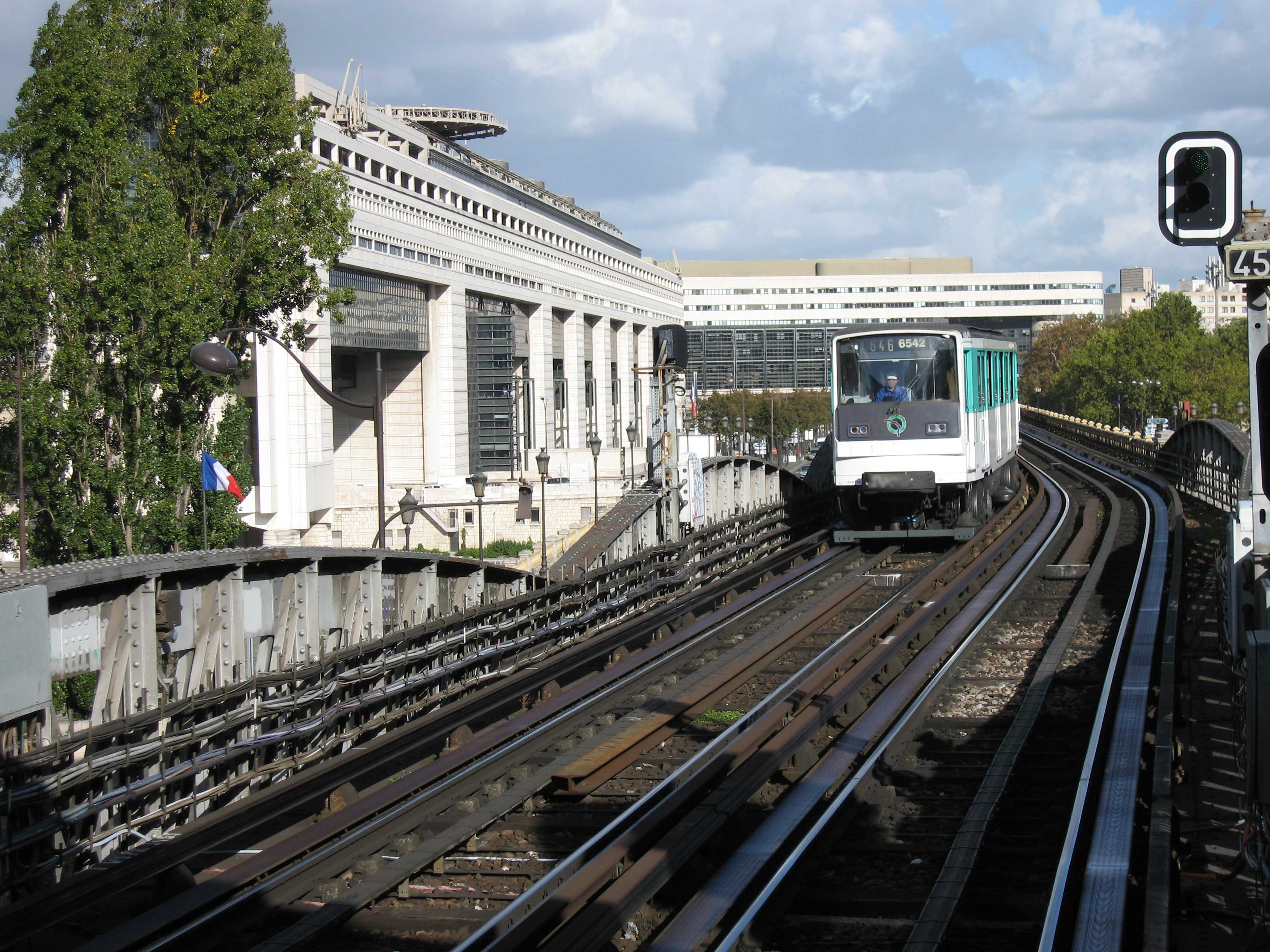
Um trem vindo de Nation entra na estação.
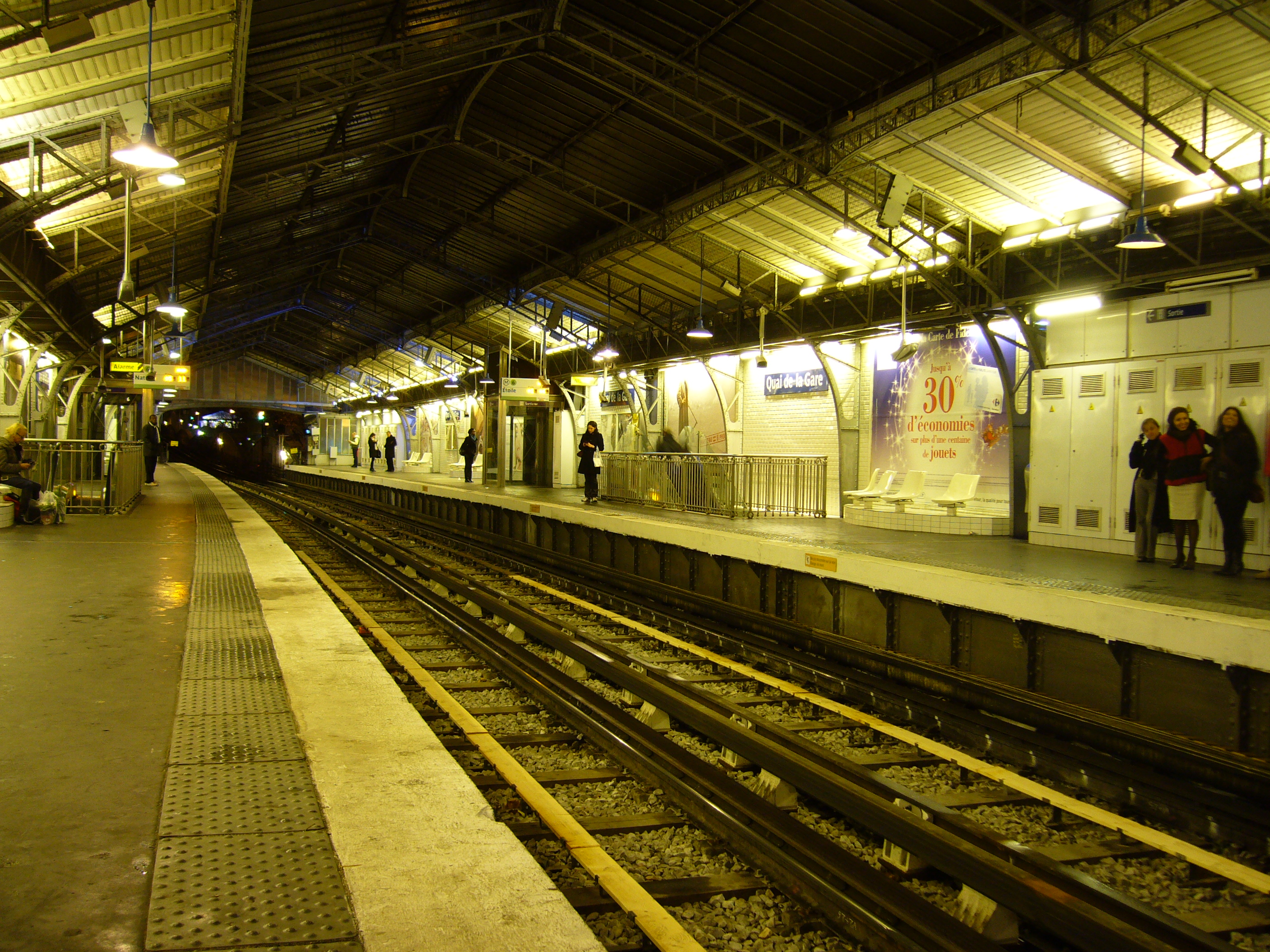
Plataformas da estação à noite.
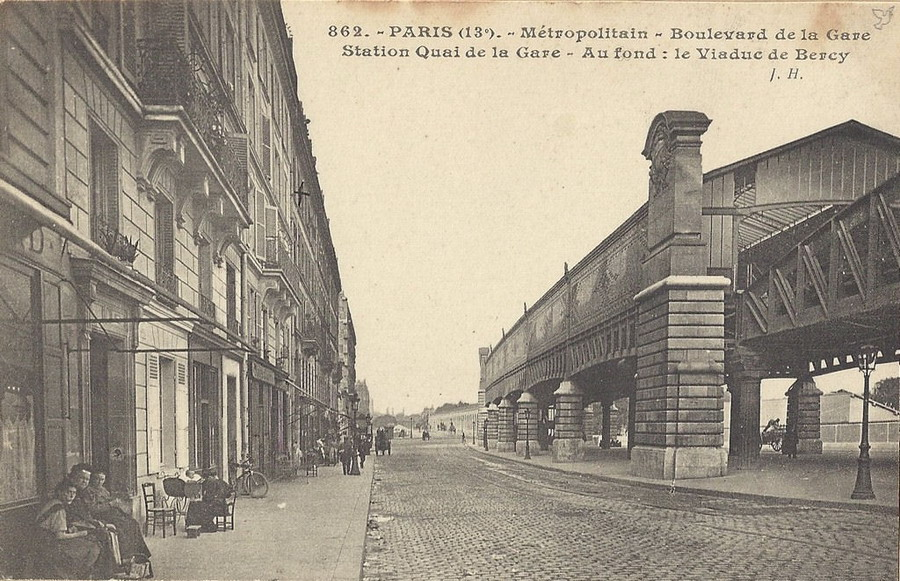
A estação em 1909.